# Leptocentrus atratus
Leptocentrus atratus är en insektsart som beskrevs av Walker. Leptocentrus atratus ingår i släktet Leptocentrus och familjen hornstritar. Inga underarter finns listade i Catalogue of Life.